# Eihei-ji
Eihei-ji (永平寺?, eihei-ji), trascritto anche Eihai-ji, è uno dei due templi principali della scuola Sōtō del Buddismo Zen, la più grande denominazione religiosa in Giappone. Eihei-ji si trova nella città di Eiheiji a circa 15 km a est di Fukui, nella prefettura di Fukui. Il suo nome significa "tempio della pace eterna" (in giapponese, ei significa "eterno", hei significa "pacifico" e ji significa "tempio buddista").

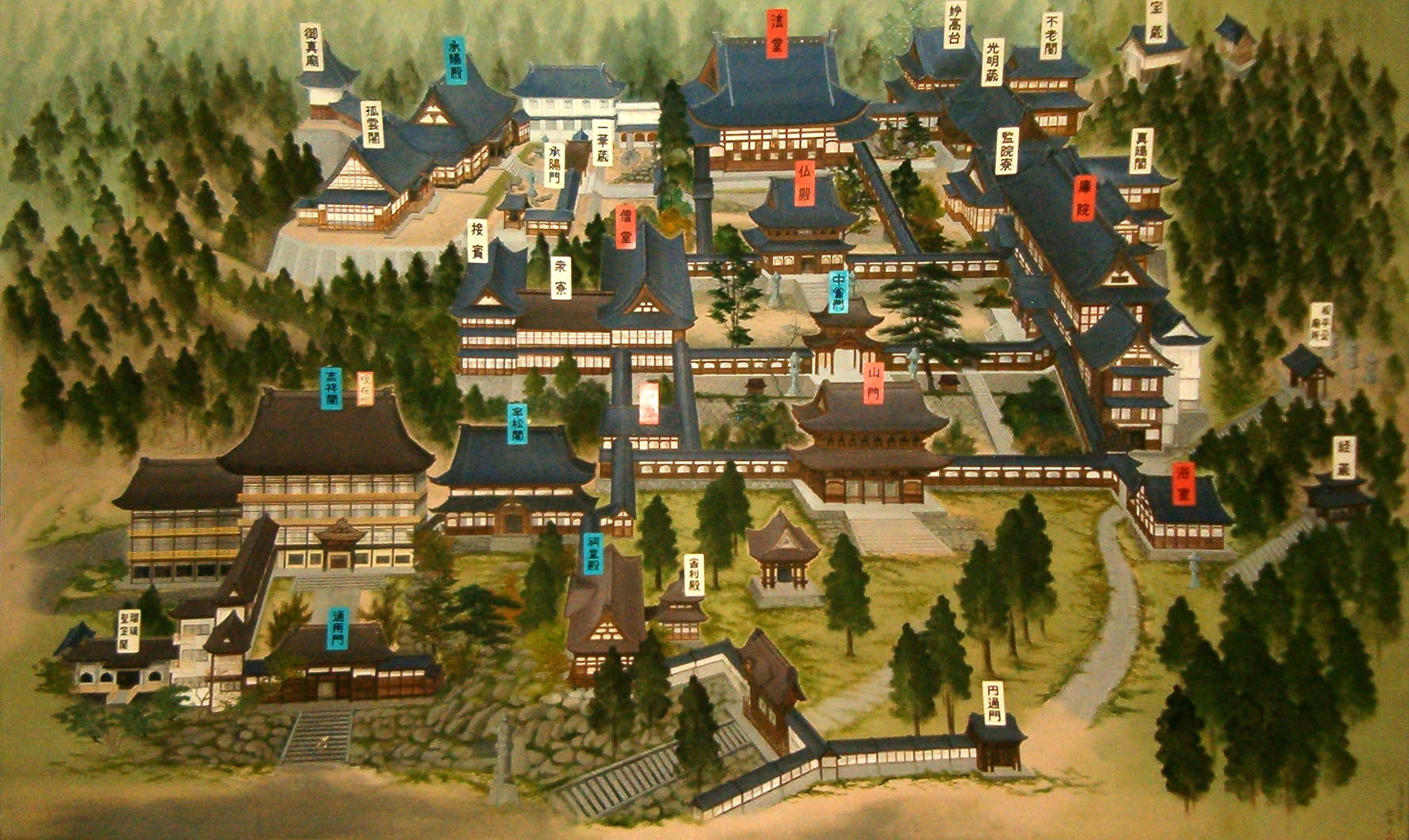
Questa rappresentazione del complesso Eihei-ji ha richiesto 4 anni e mezzo a un prete nella prefettura di Aichi per essere dipinta

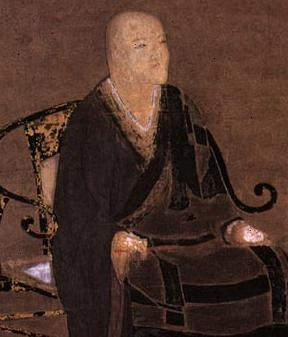
Dōgen fondò il tempio nel 1244

Fu fondata nel 1244 da Eihei Dōgen che introdusse il sōtō in Giappone dalla Cina durante il XIII secolo. Le ceneri di Dōgen e un suo memoriale si trovano nella Jōyōden (la Sala del Fondatore) a Eihei-ji.

## Storia
Dōgen fondò Eihei-ji nel 1244 con il nome Sanshoho Daibutsujinei boschi in una zona rurale e montuosa del Giappone, abbastanza lontano dalle distrazioni della vita urbana del periodo Kamakura. Nominò un successore, ma qualche tempo dopo la sua morte l'abbazia di Eihei-ji divenne aspramente contesa, tanto da portare ad uno scisma ora chiamato sandai sōron. Fino al 1468, Eihei-ji non era detenuto dall'attuale linea Keizan di Sōtō, ma dalla linea del discepolo cinese di Dōgen, Jakuen. Dopo il 1468, quando la linea Keizan prese la proprietà di Eihei-ji oltre al suo tempio principale Sōji-ji e altri, la linea di Jakuen e altre linee alternative divennero meno importanti.
Poiché Eihei-ji e Sōji-ji divennero rivali nel corso dei secoli, Eihei-ji rivendicò il fatto che la residenza originale di Dōgen fosse Eihei-ji. William Bodiford dell'UCLA ha scritto:
Il tempio fu più volte distrutto da incendi e ricostruito. Durante la fine del XVI secolo, i discepoli di Ikkō-shū attaccarono e bruciarono il tempio e gli edifici circostanti. La struttura più antica risale al 1749. Oggi Eihei-ji è il tempio principale della scuola Sōtō Zen. Attualmente è guidato da Minamisawa Dōnin Zenji.

## Complesso del tempio
Oggi il tempio ei suoi giardini coprono 330.000 m2. Sull'altare maggiore del Butsuden (sala del Buddha) si trovano le statue dei Buddha dei tre tempi: da destra a sinistra, Amida Butsu (passato), Shakyamuni Butsu (presente), e Miroku Bosatsu (futuro).
Tra le 70 strutture del tempio ci sono il Sanmon (cancello), l'Hatto (aula magna), il Sōdo (sala del prete o meditazione), Daiku-in (cucina, tre piani e un seminterrato), Yokushitsu (bagno) e Tosu (toilette), il Shōbōgenzō di Dōgen include un capitolo sui modi appropriati per il gabinetto. La maggior parte delle sue regole sono seguite ancora oggi). Lo Shōrō (campanile) sorregge l'obon sho, la grande campana del brahmano. Lo Shidoden (Sala della Memoria) contiene migliaia di tavolette per laici defunti. Il Joyoden (sala dei Fondatori) contiene le ceneri di Dōgen e dei suoi successori. Qui il cibo viene offerto quotidianamente alle immagini dei defunti come se fossero insegnanti viventi. Il Kichijokaku (centro visitatori) è un grande edificio moderno di quattro piani per laici, con cucina, bagno, camere da letto e una sala per lo zazen.
La campana in bronzo del tempio risale al 1327 ed è un bene culturale importante. Il Sanmon e la Mon (Porta Centrale) risalgono alla ricostruzione del 1794 e sono Patrimonio culturale del Giappone. Un certo numero di importanti manoscritti appartengono al tempio, tra cui le Istruzioni per lo zazen, che appartengo al tesoro nazionale, del fondatore del tempio Dōgen (1233), insegnamenti che riportò dalla Cina Song (1227) e una registrazione di un sussidio per il precedente Sanmon nelle mani dell'imperatore Go-En'yū (1372).
Disteso su una collina, il complesso è circondato da alberi di cedro, alti circa 30 metri e antichi quanto il tempio È circondato da massi ricoperti di muschio verde brillante e aceri giapponesi che diventano rossi e dorati durante l'autunno.

## Turismo
I visitatori dovrebbero vestirsi con discrezione e rimanere in silenzio. Possono partecipare a ritiri di meditazione da uno a tre giorni, a pagamento. Ogni visitatore riceve un elenco di regole da seguire, ad esempio, è vietato fotografare monaci in formazione. Più di un milione di visitatori attraversa ogni anno i cancelli di Eihei-ji, ad eccezione del 2003, quando sono arrivate solo 800.000 persone, periodo in cui il servizio ferroviario da Fukui alla vicina stazione di Eiheijiguchi è stato temporaneamente interrotto.
Una funzione commemorativa, una delle principali fonti di reddito per Eihei-ji, si tiene ogni cinquant'anni dal XVI secolo nell'anniversario dell'ingresso di Dōgen Zenji nel nirvana. Ad esempio, nel 1752 parteciparono circa 23.700 monaci, che raccolsero fondi sufficienti per ricostruire il cancello principale. Gruppi provenienti da tutto il mondo, si sono formati per fare un pellegrinaggio a Eihei-ji per il 750º anniversario nel 2002.
Le rovine storiche e il museo della famiglia Ichijōdani Asakura si trovano a circa 10 chilometri da Fukui e sono raggiungibili dal tempio. Cinque generazioni del clan Asakura daimyō vissero lì fino al 1573, quando la città fu rasa al suolo dai lealisti di Oda Nobunaga.

## Galleria d'immagini

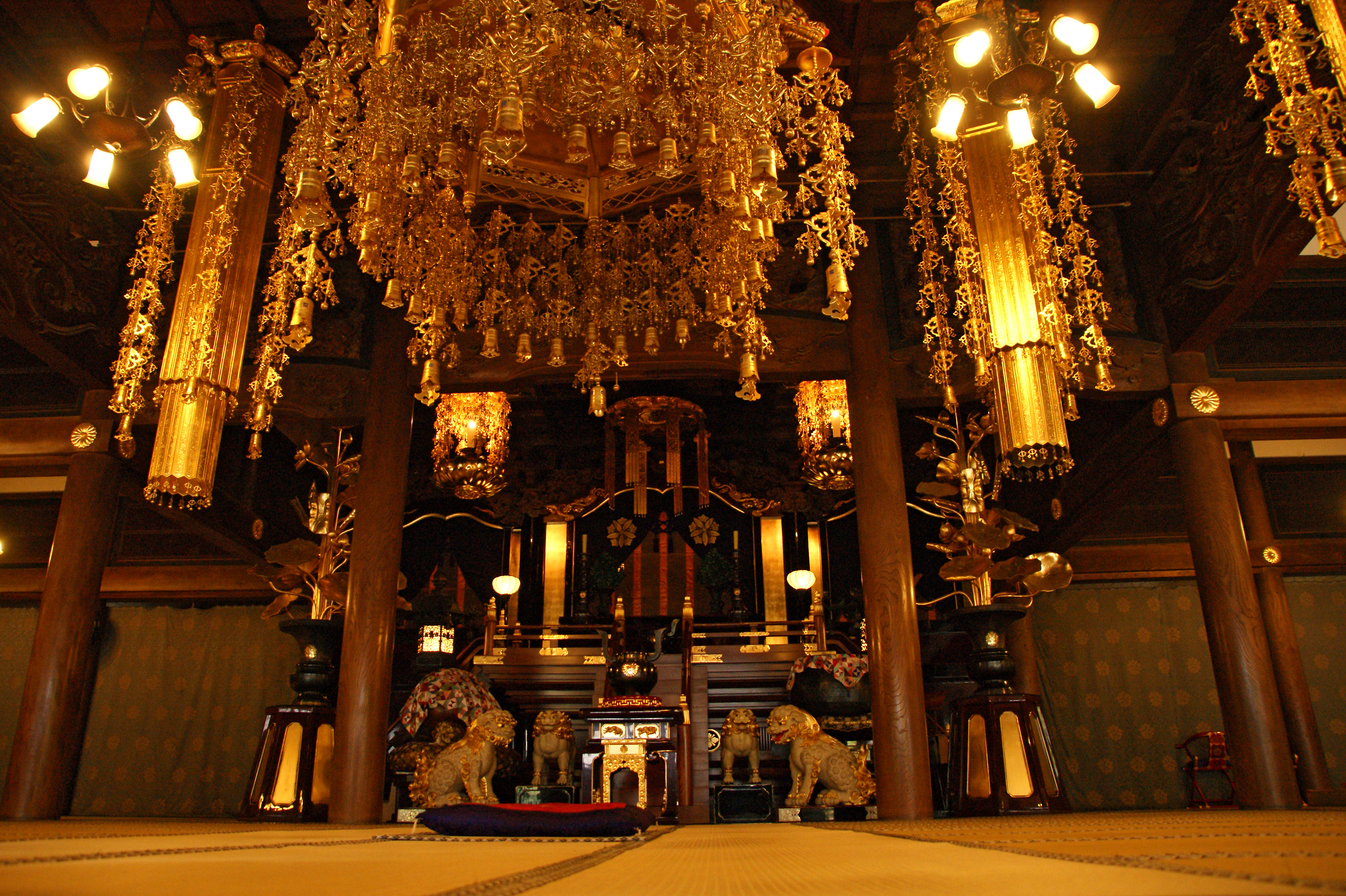
Hatto (sala del Dharma)
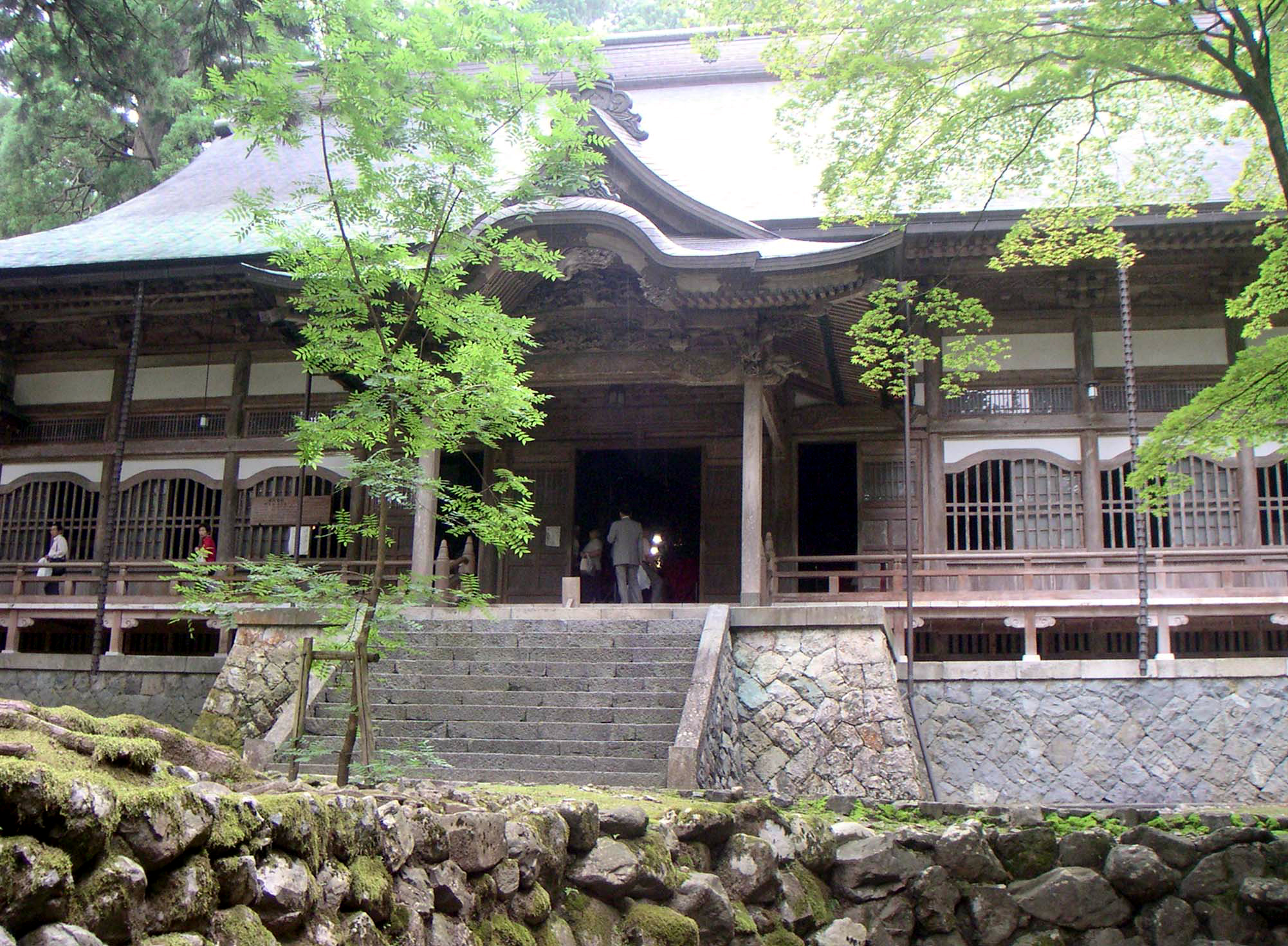
Shidoden (Sala della Memoria)
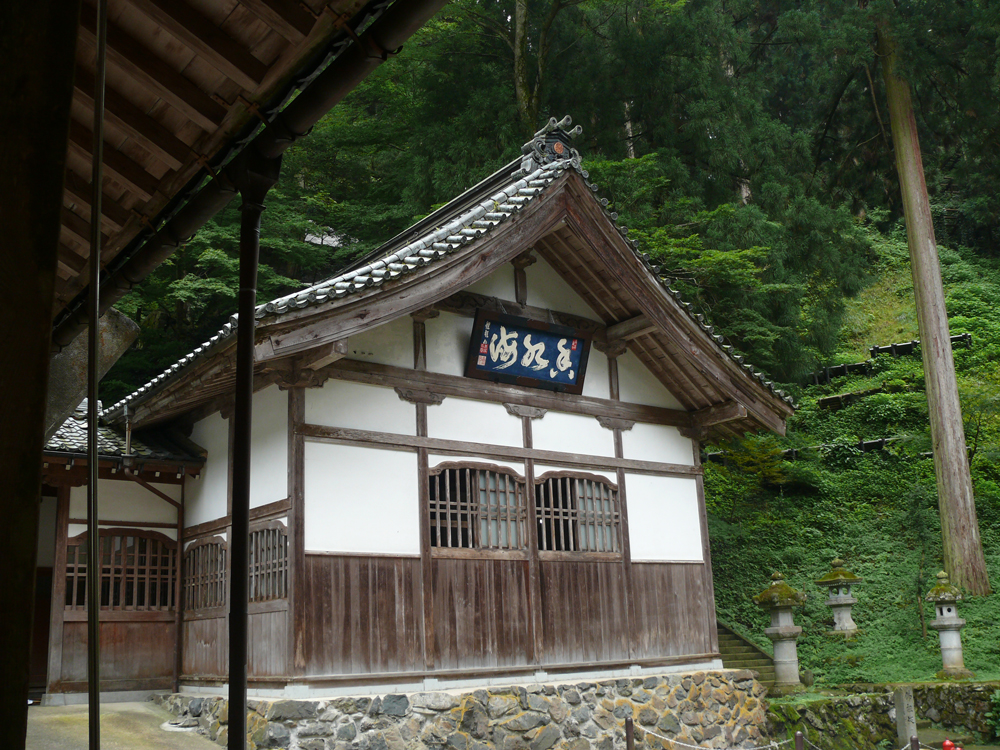
Yokushitsu (bagno)
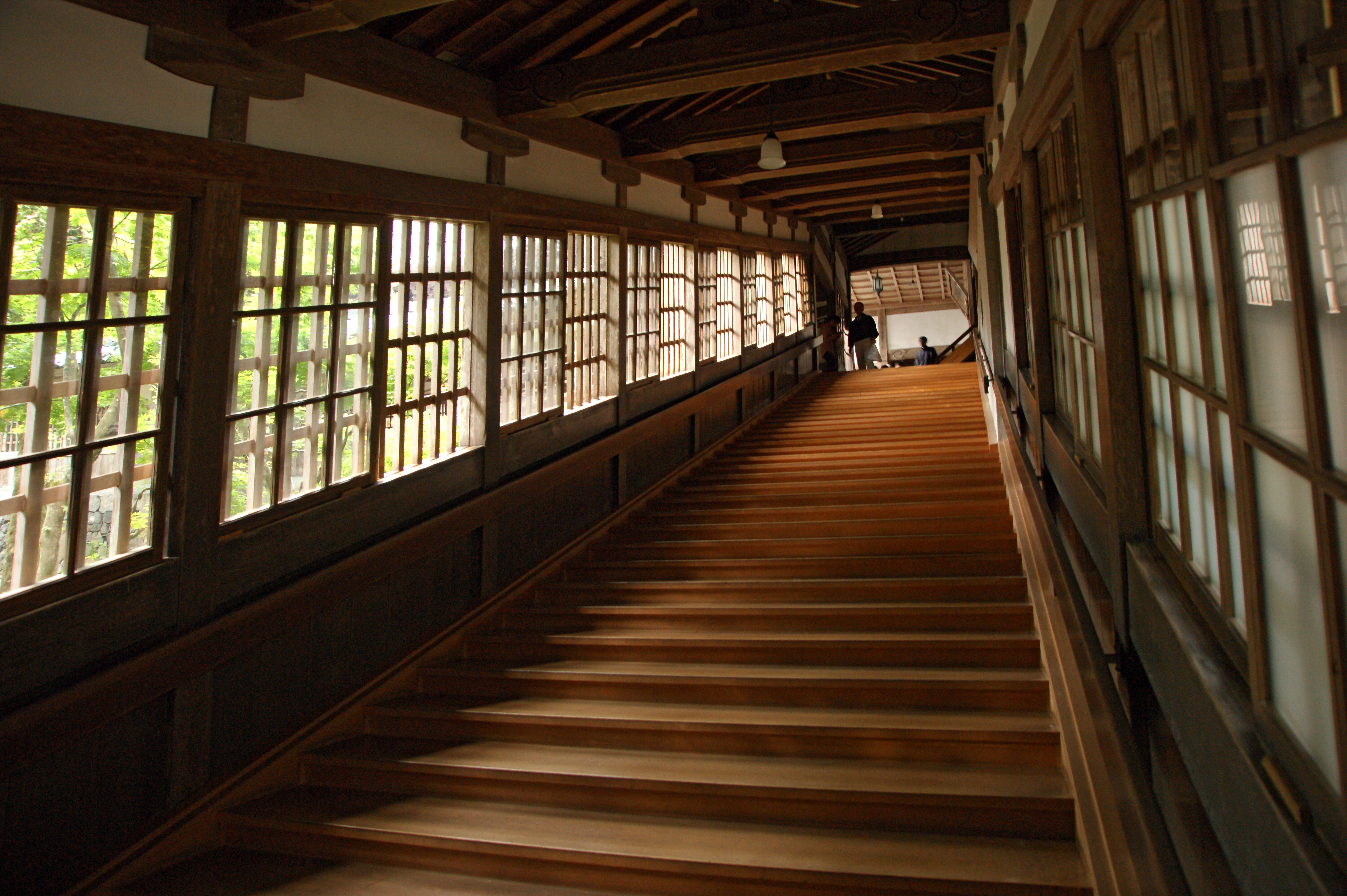
Uno dei corridoi coperti
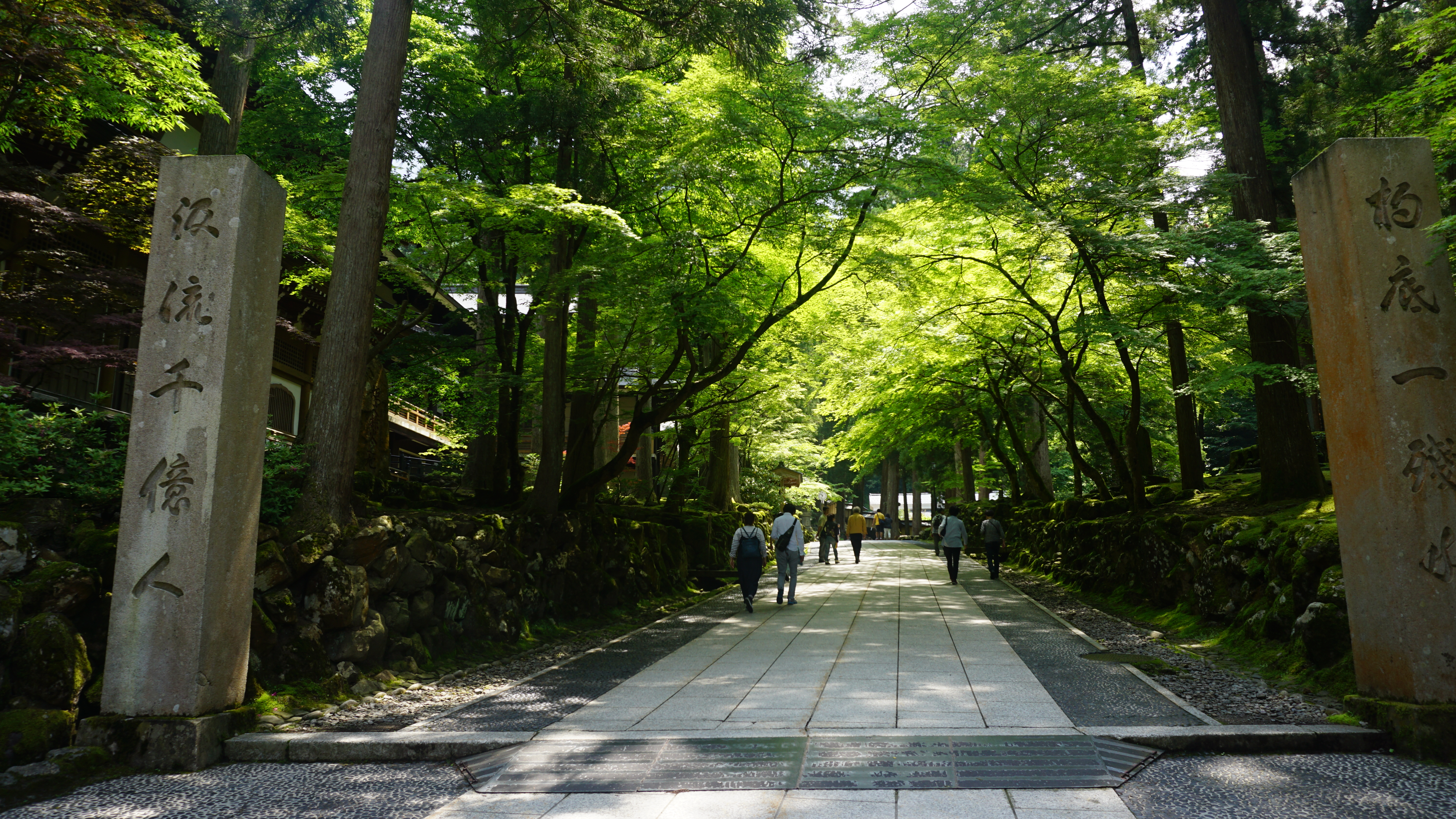
L'entrata principale
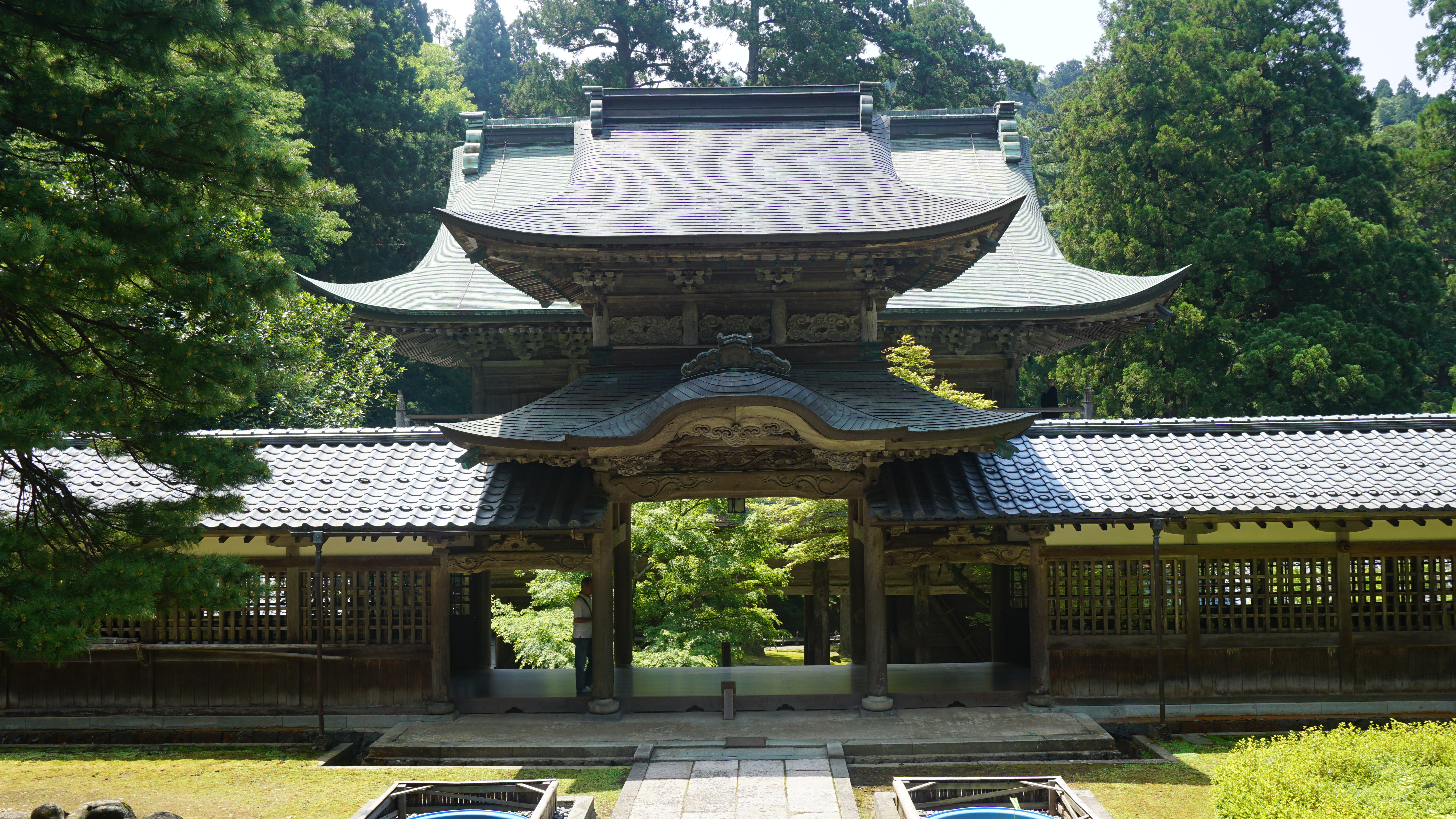
Cancello Sakamon
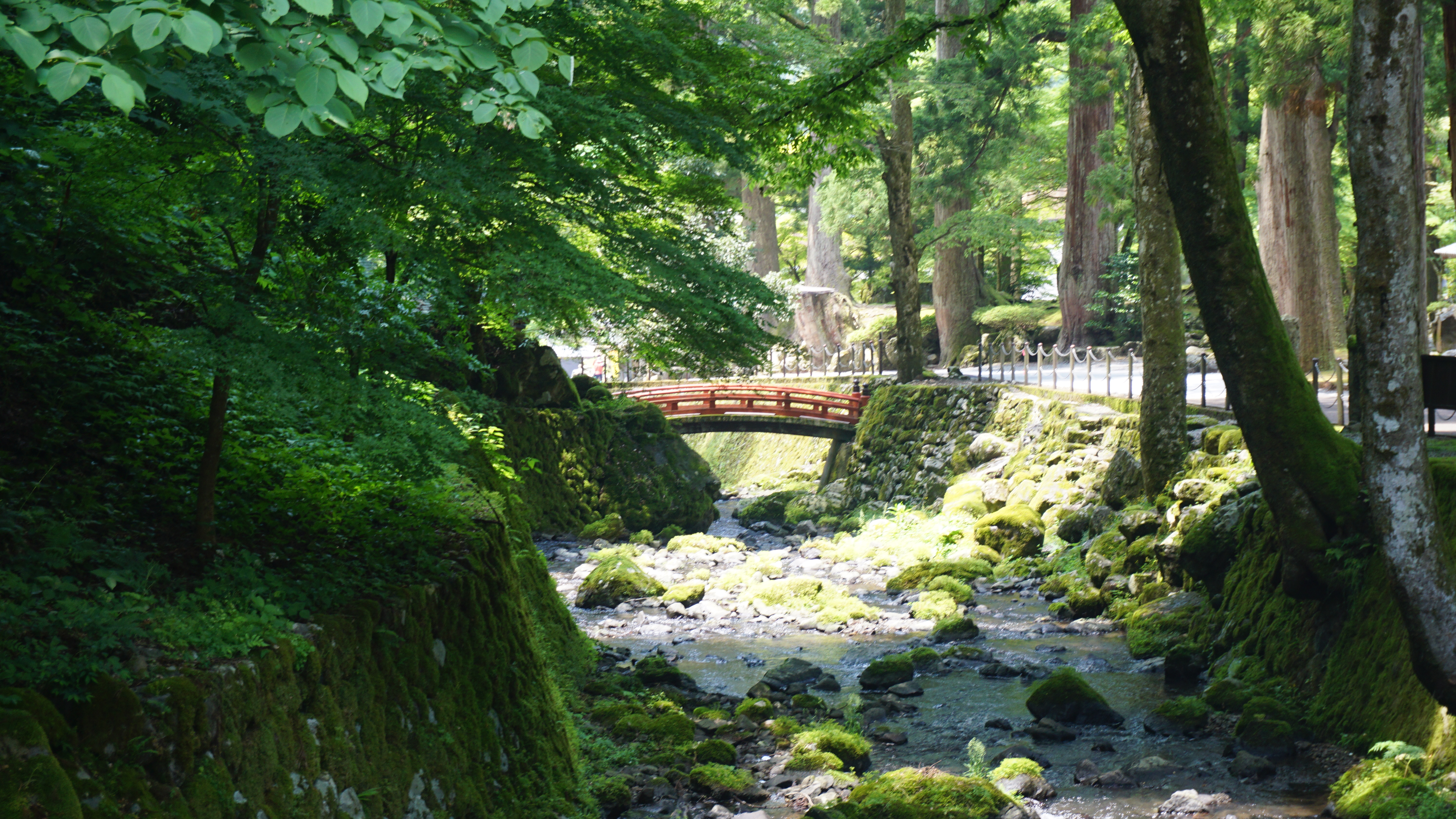
Un ruscello che scorre accanto a Eiheiji